# 대한민국 민법 제43조
대한민국 민법 제43조는 재단법인의 정관에 대한 민법총칙 조문이다. 

## 조문
제43조(재단법인의 정관) 재단법인의 설립자는 일정한 재산을 출연하고 제40조제1호 내지 제5호의 사항을 기재한 정관을 작성하여 기명날인하여야 한다.